# 헤이스팅스 칼리지
헤이스팅스 칼리지(영어: Hastings College)는 미국 네브래스카주 애덤스군 헤이스팅스에 있는 사립 리버럴 아츠 칼리지다.

## 역사
헤이스팅스 칼리지는 1882년에 고도의 학문과 문화를 위한 장로교 대학을 목표로 세워졌다. 1916년에 고등교육위원회의 인가를 받았다.

## 캠퍼스
헤이스팅스 칼리지의 캠퍼스는 약 120 에이커에 이르며 40여 개의 건물들이 있다. 헤이스팅스 칼리지 최초의 건물은 매코믹관으로 1883년에 세워졌으며 오늘날까지 쓰인다. 매코믹관은 1975년에 미국 국립사적지로 지정됐다.

## 체육
헤이스팅스 칼리지의 운동부는 '브롱코스(Broncos)'로 미국 대학 대항 체육 협회 소속이다. 남자 운동부로는 골프, 농구, 레슬링, 미식축구, 볼링, 야구, 육상 경기, 축구, 크로스컨트리, 테니스가 있고, 여자 운동부로는 골프, 농구, 배구, 볼링, 소프트볼, 육상 경기, 축구, 춤, 치어리딩, 크로스컨트리, 테니스가 있다.